# Villosa
Villosa је род слатководних шкољки, мекушаци из породице Unionidae.

## Врсте
Врсте у оквиру рода Villosa:
- Villosa amygdala
- Villosa arkansasensis
- Villosa choctawensis
- Villosa constricta
- Villosa delumbis
- Villosa fabalis
- Villosa iris
- Villosa lienosa
- Villosa nebulosa
- Villosa ortmanni
- Villosa perpurpurea
- Villosa taeniata
- Villosa trabalis
- Villosa umbrans
- Villosa vanuxemensis
- Villosa vaughaniana
- Villosa vibex
- Villosa villosa